# Mary Moody
Mary Moody, född 1870, död 1963, var en sångförfattare från USA. Daniel Webster Whittles dotter, som tonsatte Whittles sång En gång på korset för mig Jesus dog. Hon var gift med Dwight L. Moodys son William R. Moody.